# Ladislava Bakanic
Ladislava Aloisie Bakanic (New York, 3 maggio 1924 – 26 febbraio 2021) è stata una ginnasta statunitense.

## Palmarès

### Olimpiadi
- 1 medaglia:
  - 1 bronzo (Londra 1948 a squadre)